# Bình Gia (xã)
Bình Gia là xã của tỉnh Lạng Sơn, Việt Nam.

## Địa lý
Thị trấn Bình Gia nằm ở phía đông nam huyện Bình Gia, có vị trí địa lý:
- Phía đông giáp xã Hồng Thái và xã Tân Văn
- Phía tây giáp xã Mông Ân
- Phía nam giáp huyện Bắc Sơn
- Phía bắc giáp các xã Hoàng Văn Thụ, Minh Khai, Thiện Thuật.

Thị trấn Bình Gia có diện tích 37,34 km², dân số năm 2018 là 8.521 người, mật độ dân số đạt 228 người/km².

## Lịch sử
Địa bàn thị trấn Bình Gia hiện nay trước đây vốn là thị trấn Bình Gia, xã Tô Hiệu và một phần xã Hoàng Văn Thụ thuộc huyện Bình Gia.
Đến năm 2018, thị trấn Bình Gia có diện tích 3,15 km², dân số là 3.269 người, mật độ dân số đạt 1.038 người/km², gồm 9 khu phố: 1, 2, 3, 4, 5A, 5B, 6A, 6B, Pò Đồn. Xã Tô Hiệu có diện tích 26,42 km², dân số là 4.519 người, mật độ dân số đạt 171 người/km².
Ngày 21 tháng 11 năm 2019, Ủy ban Thường vụ Quốc hội ban hành Nghị quyết số 818/NQ-UBTVQH14 về việc sắp xếp các đơn vị hành chính cấp xã thuộc tỉnh Lạng Sơn (nghị quyết có hiệu lực từ ngày 1 tháng 1 năm 2020). Theo đó, sáp nhập toàn bộ diện tích và dân số của xã Tô Hiệu cùng toàn bộ 7,77 km² diện tích tự nhiên và 733 người thuộc 2 thôn: Tòng Chu 1, Tòng Chu 2 của xã Hoàng Văn Thụ vào thị trấn Bình Gia. Vậy nên địa bàn thị trấn Bình Gia được mở rộng và phù hợp với chủ trương của cấp trên

## Giao thông
Thị trấn Bình Gia có quốc lộ 1B, quốc lộ 279 đi qua địa bàn, ngoài ra tỉnh lộ 226 cũng chạy gần địa phận thị trấn.